# 鹿窪運動公園野球場
鹿窪運動公園野球場(かなくぼうんどうこうえんやきゅうじょう)は、茨城県結城市の鹿窪運動公園内にある野球場。
ベースボール・チャレンジ・リーグに2019年より加入した茨城アストロプラネッツが公式戦を開催しており、初年度の2019年には最も多くの試合（7試合）を開催した。また、同リーグに所属し、隣接する栃木県小山市を主な活動拠点とする栃木ゴールデンブレーブスがオープン戦やチーム練習等で使用する場合がある。

## 施設概要
- 面積：12,665㎡
- 内外野：人工芝
- 両翼：95m 中堅：120m
- 収容人員：約2,400人 (メイン：800人 内野：約600人 外野：1,000人)
- 照明：6基(ナイター可能)
- スコアボード：簡易式電光掲示板

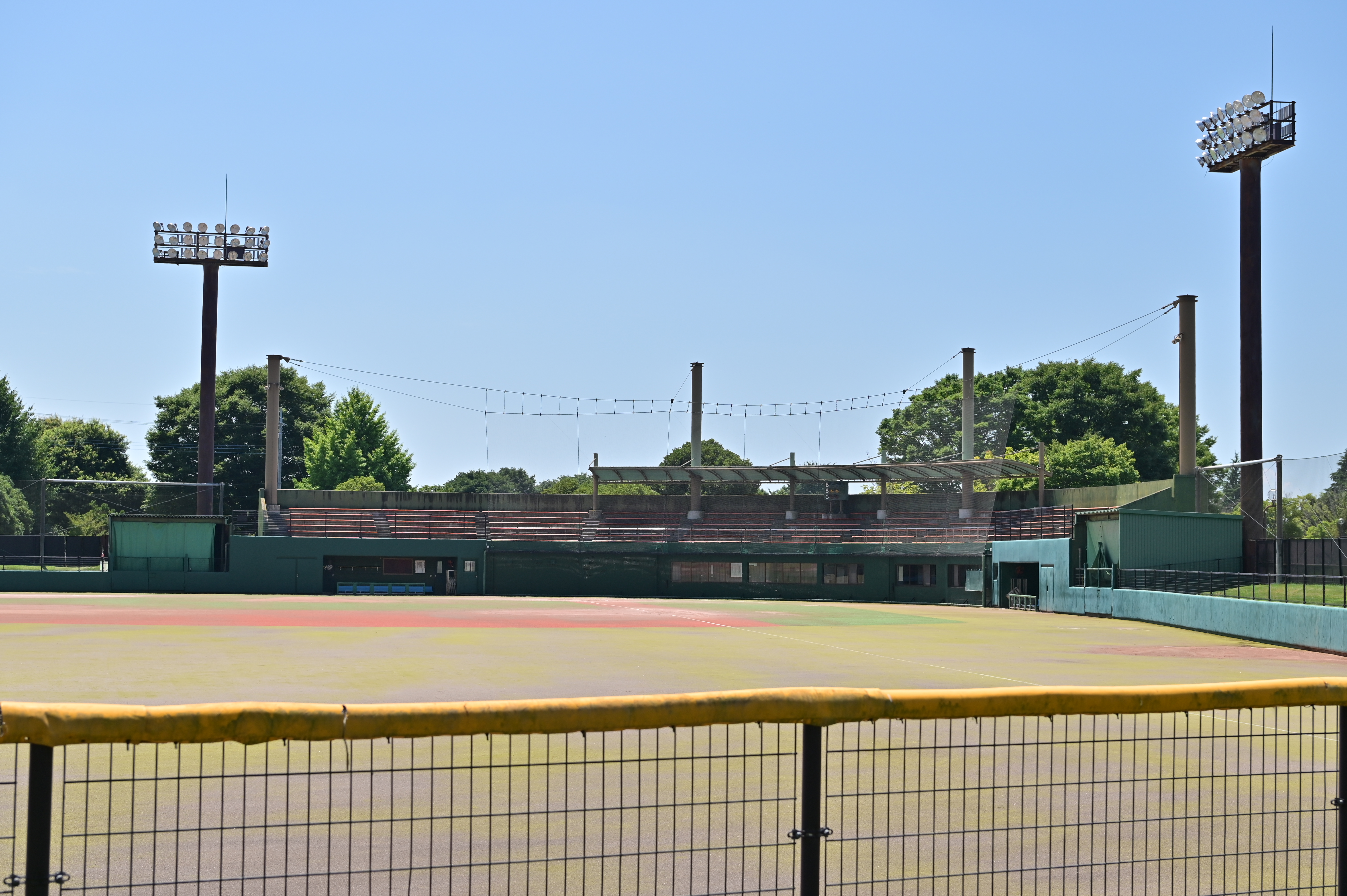
内野スタンド
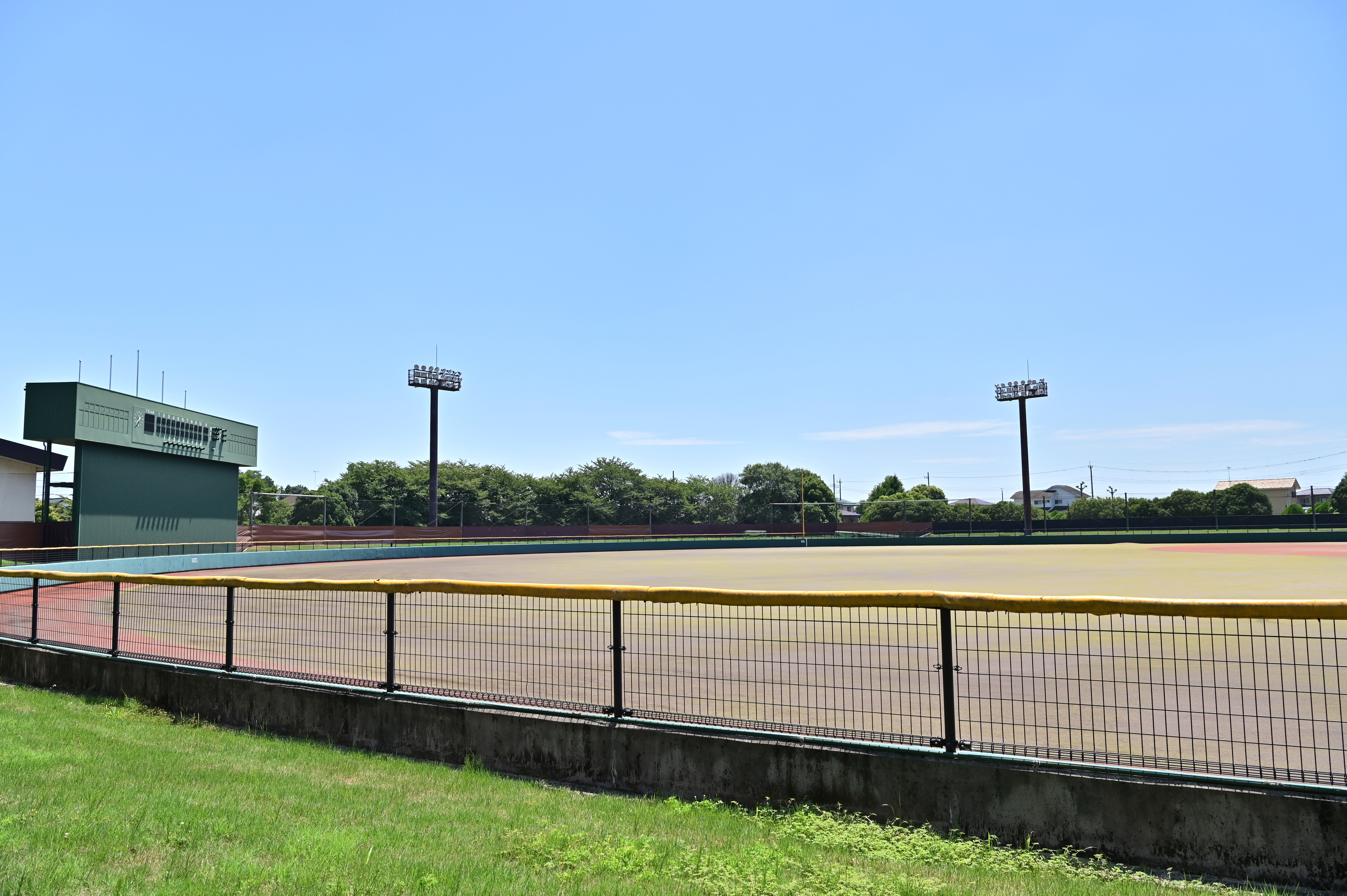
外野とスコアボード
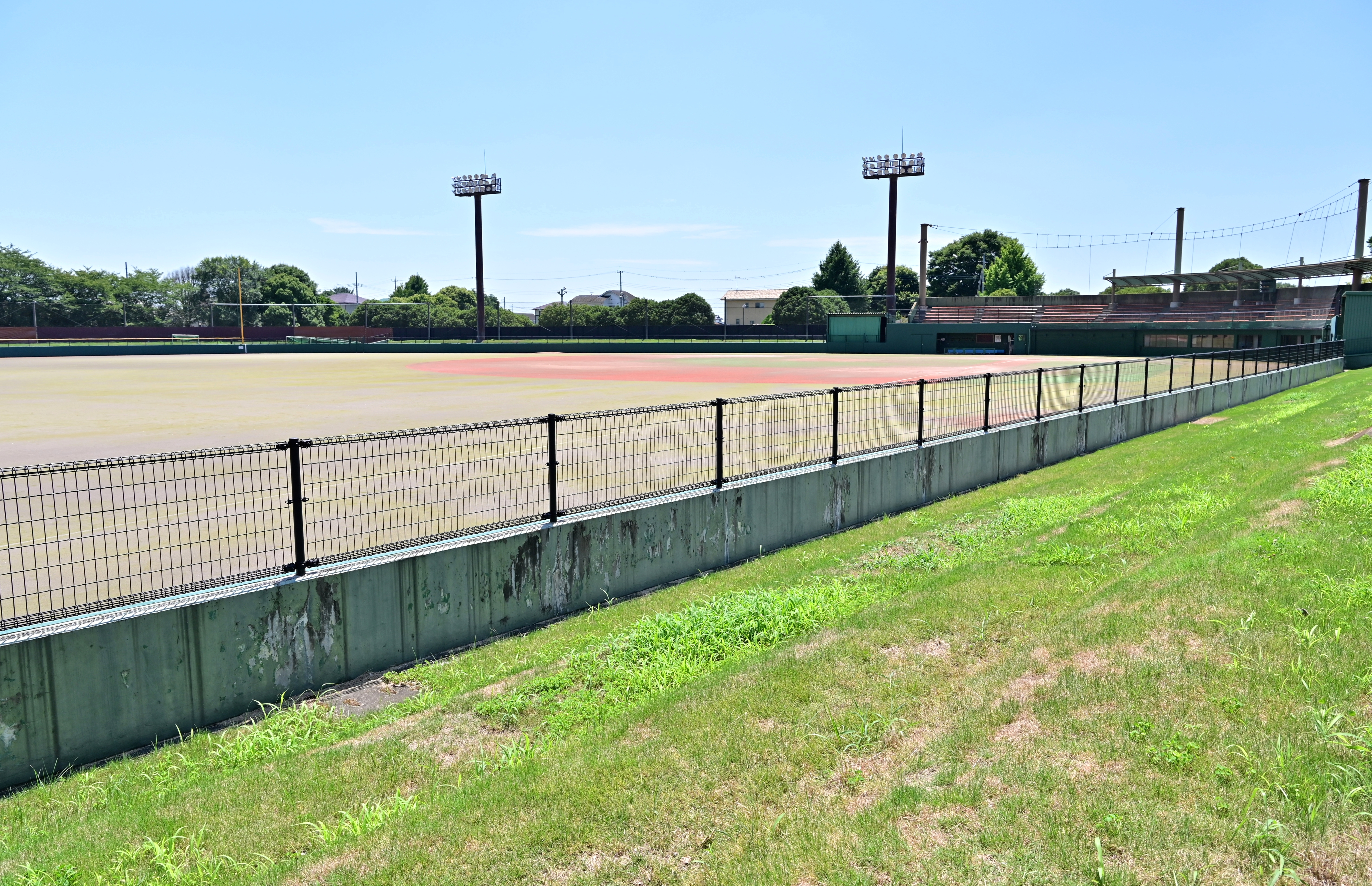
外野席から見た内野

## アクセス
- 水戸線結城駅から徒歩30分
- 首都圏中央連絡自動車道(圏央道)・五霞インターチェンジから車で40分
- 北関東自動車道・桜川筑西インターチェンジから車で35分